# Маща
Ма́ща — село в Україні,у складі Малолюбашанської громади у Рівненському районі Рівненської області. Населення становить 626 осіб.
Село Маща — колишній центр сільської ради. Розташоване при річці Боркова, притоці Горині за 8 км від колишнього районного центру і залізничної станції.

## Походження назви
Точних даних про походження назви немає. За переказами на місці теперішнього села були болота. Щоб пройти чи проїхати, жителі вимощували стежки та дороги. Дехто вважає: від слова «мостити» виникла назва Маща. А може вона виникла від особового імені? Одна з легенд розповідає: "Колись через село проходив військовий загін. Один вояк покохав вродливу місцеву дівчину на ім'я Маша. Він написав дороге ім'я на таблиці, а хтось до букви «ш» прималював паличку — і вийшло слово Маща.

## Символи
Рішенням Мащанської сільської ради № 26 від 3 серпня 2006 року затверджено символи села Маща. Герб: у синьому полі золоте перекинуте геральдичне вістря, на якому осна з чорним стовбуром і зеленою кроною, обабіч на синьому полі по два золоті колоски. Прапор: квадратне полотнище, з верхніх кутів до середини нижнього краю йде жовтий клин, на якому коричнева соснова шишка. Обабіч на синіх трикутних полях по два жовтих колоски. Кольори та елементи герба символізують: сосна та шишка вказують на багаті соснові ліси. А колоски означають чотири села підпорядковані сільській раді. А також символізують розвинуте сільське господарство.

## Заснування
Перша письмова згадка про село належить до 1629 року. Проте за даними «Ревизских сказок» 1834 року у слободі Маща проживала сім'я одновірця Фелікса Михайловича Савицького і 50 селянських сімей. «Ревизские сказки» свідчать: «…в деревне Марцелингоф или Мащи помещика генерал-адьютанта его императорского величества и кавалера князя Константина Адамова сына Чарторыйского…» проживало 23 сім'ї вільних селян з такими прізвищами: Галь, Чех, Штерман… Це дає підставу думати, що між 1834 та 1858 роками тут оселилися поляки, чехи, німці як колоністи, а зміна назви села пов'язана з тим, що воно було подароване поміщиці-княжні Марселіні Родзивилівні із тої ж сім'ї Чарторийських. Наприкінці XIX ст. землі Мащі належали князю Любомирському.

## Сторінки історії
У 1905—1907 роках мали місце сутички між князівським управителем і селянами за межу — справа виграна на користь князя. У 1906 році село Підлужанської волості Рівненського повіту Волинської губернії. Відстань від повітового міста 35 верст, від волості 7. Дворів 37, мешканців 225. За архівними даними 1911 року у колонії с. Маща було 26 дворів, у яких проживало 266 жителів. 1917—1918 рр. селяни, почувши про скинення царя, почали вирубувати ліс і косити панський луг. До 1920 року всі землі князя Любомирського місцевою владою були націоналізовані, хоч з 1920 по 1939 рр. належали йому знову.

### Сільська рада
Днем організації Мащанської сільської ради вважається 24 березня 1940 року. Внаслідок укрупнення сільських рад у 1959 році до Мащанської сільської ради було приєднано Глажевську та Кам'яногірську сільські ради. Знаходилася сільська рада спочатку у приміщенні контори колгоспу. У селі Маща, а на початку 80-х років перенесено у новозбудовану двоповерхову будівлю в центрі села. Першим головою був Брикса О. С. На даний час до складу Мащанської сільської ради входять села Глажева, Новий Берестовець та Кам'яна Гора (Костопільський район).

### Село в роки Другої світової війни
Під час війни село знаходилося під окупацією з 5 липня 1941 по 14 січня 1944 рр. За цей час було закатовано 46 чоловік, вивезено в Німеччину 2 людини. З розповідей старожила Жердєвої Параски: «Село, коли проходив фронт, декілька разів переходило з рук в руки. То війська регулярної армії виженуть фашистів, то знову вони захоплять село». В 1944 році гітлерівці відступали і свою злість зганяли на мирних жителях. Німці спалили майже половину хат, а хутір під назвою «Очекай» і спалений гітлерівцями, залишив про себе згадку у місцевій назві Молодіжній сучасного села. Вранці 14 січня 1944 р. після 10-хвилинної артпідготовки полки дивізії Ф. Ячменєва рушили в наступ. 342-й гвардійський стрілецький полк, заволодівши першою та другою позиціями в обороні противника, на ходу увірвався в с. Мащу. 11 жителів села полягли на фронтах. Їм встановлено пам'ятник-обеліск. 26 мащанців брали участь у бойових діях, нагороджені орденами і медалями.

## ВетераниРадянсько-німецької війни
Остапчук Опанас Іванович [Архівовано 21 липня 2015 у Wayback Machine.]
Народився 10 травня 1908 року в с.Жильжа Костопільського району Рівненської області.
Пішов на фронт у 1944 році. Служив у 74 стрілецькому полку. В боях за Ригу 2 серпня 1944 року був тяжко поранений. Лікувався в госпіталі в Іркутську. Інвалід Великої Вітчизняної війни II групи. Після війни працював в Яновій долині у кар'єрі, а згодом, після вступу в колгосп, працював різноробочим. Пізніше був обраний головою колгоспу, депутатом сільської ради.
З 1964 року проживав у с. Маща. Працював чабаном на хуторі ст. Любомирка.
У 1966 році був учасником виставки досягнень народного господарства і нагороджений «Бронзовою медаллю ВДНГ СРСР». Перед виходом на пенсію працював в конторі колгоспу ім. Кузнецова. Помер 11 травня 2003 року.
Медаль «Жукова»
Медаль «Захиснику Вітчизни»
Ювілейна медаль: Пам'ятний знак «50 років визволення України»
Інформація надана дружиною Остапчук Раїса Іванівна
Веремчук Григорій Остапович [Архівовано 21 липня 2015 у Wayback Machine.]
Народився 28 березня 1920 року в с. Кам'яна Гора Березнівського району (тепер Костопільський) Рівненської області.
До війни працював машиністом вузькоколійного паровоза в Берестовецькому кар'єрі. Призваний на мобілізацію 10 лютого 1944 року Тучинським РВК Рівненської області. В містечку Оржеві проходив навчання, після чого був учасником визволення міст Дубровиці та Сарн. Після жорстоких боїв під Сарнами був направлений у Прибалтику. 21 березня 1944 року склав військову присягу при 25-му стрілецькому полку. Воював на 1-му Прибалтійському фронті та на 3-му Білоруському фронтах. З лютого по жовтень 1945року служив кулеметникому у 88 гвардійському стрілецькому полку. Григорію Остаповичу було видано нагрудний знак «Гвардия».
Брав участь у визволені міст — Варшава, Кенінгсберг, Гамбург, Берлін. Григорій Остапович був тричі поранений. День Перемоги зустрів у шпиталі. Демобілізований 5 жовтня 1945 року на основі Указу Президії Верховної Ради СРСР від 25 вересня 1945 року. Після закінчення війни аж до виходу на пенсію проживав в с. Маща і працював кочегаром у фанерному цеху на Костопільському домобудівному комбінаті.
Помер 21 листопада 2001 року.
Медаль «Жукова»
Пам'ятний знак «50 років визволення України»
Інформація надана дочкою Семенович Ганна Григорівна

### Створення колгоспу
У 1948 році в селі Маща створений колгосп «Перше травня». Через три роки це господарство об'єдналося із сільськогосподарською артіллю «17 вересня»(с. Новий Берестовець) і укрупнене господарство назвали іменем Кірова. Про це довідуємося з рішення райвиконкому від 27 жовтня 1951 року. А 16 лютого 1959 року райвиконком затвердив загальне рішення загальних зборів колгоспників артілі імені Кірова та артілі імені Жданова (село Кам'яна Гора), які вирішили об'єднатися в одне господарство імені Кірова з центром у Мащі. У травні цього ж року до цього колгоспу приєдналась і артіль ім. Ф.Дзержинського с. Глажевої. У 1964 році колгосп одержав назву імені Кузнецова, до якого належали рільничі бригади сіл: Глажева, Новий Берестовець, Кам'яна Гора. В 2004 році колгосп припинив своє існування, майно та землю було розпайовано між членами колгоспу. Після ліквідації колгоспу в с. Маща організований СВК «Дружба».

### Мащанське лісництво
Літопис Мащанського лісництва починається з довоєнних років, коли західноукраїнські землі входили до складу Польщі. Про це свідчить документ 1932—1933 рр. Мащанського лісового господарства, де вівся облік насаджень і вирубки деревини. Вдалося віднайти унікальну карту лісонасаджень Волинського воєводства Костопільського повіту с. Маща, датовану 1938 роком, на якій оранжевим кольором позначені величезні площі, які вирубувались, а також ті, що є заповідною зоною. Зберігся план лісонасаджень Мащанського лісництва 1950 року, коли лісничим працював Москальов Віктор Костянтинович. Лісництво площею 5250 га має заповідні ділянки, які не підлягають вирубці з реліктовими сосновими насадженнями віком понад 130 років. У лісах зустрічаються рідкісні рослини, водиться чимало звірини.

## Культура

### Бібліотека
З 1946 року в хаті сліпого Степана була хата-читальня. Потім її перенесли у дві кімнати сільського ФАПу. Працювали Німкович Раїса, потім — Генюк Любов до 1975 р. Після реорганізації бібліотечної системи створено публічно-шкільну бібліотеку з книжковим фондом 19 052 примірники(фонд збільшився через закриття бібліотек у селах: К. Гора, Новий Берестовець та Глажева). Нині перебуває у приміщенні сільської ради. Книжковий фонд налічує більше 16 тисяч примірників, користувачів — 504. Бібліотекар Савчук Софія Степанівна працює з 1979 року. Бібліотека — переможець II раунду проекту Програми «Бібліоміст», має 2 комплекти комп'ютерної техніки, вільний доступ до мережі Інтернет.При бібліотеці функціонує пунк доступу громадян до офіційної інформації (ПДГ), регіональний інформаційний центр. При книгозбірні працює любительський клуб за інтересами «Книга і лялька».

### Школа
Старожили розповідають, що початкова школа в селі Маща була відкрита в 1939 році і знаходилася на окраїні села, у старому приміщенні польського лісництва та проіснувала до приходу німецьких військ 1941 року. 10 днів 1941 року школа не працювала через бомбардування і хворобу вчителя Оглинської — першого завідувача школи. Із числа учнів при школі існував гурток взаємодопомоги у кількості 43 чоловік. Стільки ж було і самих учнів у 1941 році. У 1944—1945 роках в школі відновлено навчання. Працювало в ній 2 вчителі. У 1978 році школа стала восьмирічною. Першим директором восьмирічної школи був Слобоженюк Іван Михайлович, а з 1990 року — Степанюк Володимир Борисович. В 1983 році школу було перенесено у новозбудоване двохповерхове приміщення в центрі села. У 1999 році неповну серередню школу реорганізовано у ЗОШ І-ІІІ ст. В даний час у школі навчається 220 учнів, працює 30 вчителів. В школі створено центр з відродження та популяризації духовної культури «Сонцеграй», у структурі якого функціонують центри: «Ерудити», «Вертоград», «Етнос», «Котигорошко» та «Барви», просвітницьке дитяче товариство, яке було започатковане заступником директора школи з навчально-виховної роботи Галиною Потарейко.
Крім того, за ініціативи педагога-організатора Озарчук Л. Є. у школі створено історико-патріотичний клуб «Оберіг», учасники якого працюють у таких напрямках: «Секція патріотів, знавців історії Української держави» (керівники Степанюк В. Б., Кондратюк А. О.), «Секція шанувальників мистецтва рідного краю» (керівники Озарчук Л. Є., Веремчук О. Є.), «Секція знавців козацької слави» (керівники Власюк О. Ю., Демчук О. А., Савчук С. С.), «Секція шанувальників героїв сучасної України» (керівники Озарчук А. В., Гергелюк І. В.) .